# Котиев, Ахмед Макшарипович
Ахмед Макшарипович Котиев (20 января 1960 года — 27 августа 2013 года) — российский сотрудник органов внутренних дел, секретарь Совета безопасности Республики Ингушетия (2011—2013). Герой Российской Федерации (2013, посмертно).

## Биография
Котиев Ахмед Макшапирович родился в селе Инарки Малгобекского района Чечено-Ингушской АССР. С 2007 по 2009 год являлся начальником ГОВД города Назрань. Утром 27 августа 2013 года по дороге на работу в с.Нижние Ачалуки боевики устроили засаду и обстреляли служебный автомобиль, в котором находился Ахмед Котиев. В результате полученных ранений Ахмед Котиев скончался. Указом Президента РФ представлен к званию Герой Российской Федерации за мужество и героизм(посмертно).
В рязанской Академии ФСИН России установлен бюст Герою РФ Ахмеду Котиеву. В с.Инарки, в честь него названа школа в которой он учился. Его имя увековечено на Мемориале памяти и славы в г.Назрань и на гранитной плите в Сквере славы и памяти в городе воинской славы Малгобек. В родовом горном селении Мецхал (Джейрахского района) РИ в июне 2022 года установлена стела в память о А.М.Котиеве.

## Награды
- Герой Российской Федерации (30 сентября 2013 года)[4]